# Раджабли, Хади Муса оглы
Хади Муса оглы Раджабли (азерб. Rəcəbli Hadi Musa oğlu; 25 октября 1947, Ленкоранский район, Азербайджанская ССР — 17 апреля 2024, Баку, Азербайджан) — государственный и политический деятель. Депутат Милли меджлиса Азербайджанской Республики I, II, III, IV, V созывов, председатель комитета по труду и социальной политике. Доктор политических наук, профессор.

## Биография
Родился Хади Раджабли 25 октября 1947 года в селе Виравул Ленкоранского района. После окончания средней школы, прошёл обучение на технологическом факультете Московского института пищевой промышленности, позже завершил обучение в Бакинской Высшей партийной школе.
С 1963 года работал на Лянкяранском хлебозаводе рабочим, бухгалтером, технологом, экономистом. С 1971 года был назначен на должность второго секретаря Лянкяранского городского комитета комсомола, с 1972 года утверждён первым секретарём. В 1978 году стал работать специальным корреспондентом газеты «Бакинский рабочий». В 1980 году назначен на должность председателя Лянкяранского городского исполнительного комитета. С 1981 года работал инспектором Центрального комитета Коммунистической партии Азербайджана. С 1983 года работал в должности первого секретаря Шекинского городского комитета партии. С 1989 по 1995 годы трудился референтом, ведущим специалистом, заведующим отделом, заместителем заведующего отделом, заведующим отделом в Кабинете Министров Азербайджанской Республики.
Офицер, майор запаса. Являлся автором 9 книг и более 220 научно-публицистических статей. Доктор политических наук Азербайджана, профессор.
Был членом Политического совета партии «Новый Азербайджан».
Был депутатом Верховного Совета Азербайджанской ССР одиннадцатого созыва, также избирался депутатом Милли Меджлиса Азербайджанской Республики первого, второго, третьего, четвертого и пятого созывов. В пятый созыв был избран 7 ноября 2015 года по 74-му Ленкоранскому сельскому избирательному округу. Полномочия завершены в 2020 году. Работал председателем комитета по труду и социальной политике Национального собрания Азербайджана.
Женат, имел четверых детей.
Проживал в городе Баку. Умер 17 апреля 2024 года от сердечного приступа в возрасте 76 лет. Похоронен на второй Аллее Почёта.

## Награды
- Орден «Слава» (25 октября 2007) — за активное участие в общественно-политической жизни Азербайджанской Республики[8].
- Орден «За службу Отечеству» II степени (28 октября 2017) — за многолетнюю плодотворную деятельность в общественно-политической жизни Азербайджанской Республики[9].
- Орден «Знак Почёта» (1986).
- Медаль «За трудовую доблесть» (1976).